# Petros Persakis
Petros Persakis (en grec Πέτρος Περσάκης, Atenes, 1879 - ?) va ser un gimnasta grec que va prendre part en els Jocs Olímpics de 1896, a Atenes.
Mitropoulos va disputar dues proves de gimnàstica, la prova individual d'anelles i la de barres paral·leles per equip. En la prova d'anelles va guanyar la medalla de bronze, en quedar rere Ioannis Mitropoulos i Hermann Weingärtner, mentre en les barres paral·leles per equip, formant part de l'equip Panellínios Gimnastikòs Síllogos finalitzà en la segona posició final, aconseguint una medalla de plata.